# Неофолк
Неофолк (також дарк-фолк, апокаліптик-фолк, паган-фолк) (англ. neofolk, dark folk, apocalyptic folk) — музичний напрямок в рок-музиці, піджанр пост-індастріалу  який поєднує елементи фолку та індастріал музики та характеризується окультною, язичницькою або гностичною тематикою, він з’явився в панк-рок колах у 1980-х роках. Розвивався в кінці 1980-х — початку 1990-х такими проєктами, як Current 93, Death in June, Sol Invictus, учасники яких були особисто знайомі, постійно робили спільні записи і відносились до пост-індустріального руху. «Неофолк» може буди суто акустичним чи може поєднувати акустичні фолк інструменти з різноманіттю інших звуків.
Термін «неофолк» з’явився в езотеричних музикальних колах, які почали вживати його на при кінці двадцятого століття щоби описати музику таких музикантів як Дуґлас Пірс (Death In June), Майкл Джира (Swans), Тоні Вейкфорд (Sol Invictus), та Девід Тібет (Current 93), або щоб описати музику зроблену під їх впливом.
Англо-Американська фолк музика з подібним звучанням та подібними темами пісень до «неофолку» існувала ще у 1960-х роках. Фолк музиканти, такі як Vulcan's Hammer, Changes, Leonard Cohen та Comus можуть вважатися передвісниками того звуку який потім вплинув на «неофолк» музикантів.
Перші зразки «неофолку» є ще на першому альбомі Psychic TV 1980 року, глибше коріння жанру можна знайти на початку 1970-х років, коли деякі психоделік-фолк колективи ввели в музику елементи окультизму і зробили її агресивнішою або ж орієнтованою на «негативні» ліричні теми. В 1990-х вони набули статусу культових через розквіт гуртів класичного «неофолку» (як згадані вище Current 93 і Death in June). Деякі новітні неофолкові проєкти, як-от Of the Wand & the Moon або Orplid, віддалилися від індастріалу в класичному розумінні в бік електроніки та ембієнту, але в тематиці їхньої музики так само переважають окультно-гностичний або міфологічно-традиційний мотиви, що якраз кардинально відрізняє їх від індастріалу.
Більшість «неофолк» музикантів у своїй ліриці та образах використовують посилання на, у широкому сенсі, «Європейську культуру», здебільшого на її архаїчні аспекти.
В Україні представником цього жанру є такі гурти, як Nekraїna, Кому Вниз, Вій, Вежа хмар, Ворождень, Flëur, The Litz, Sorrow Expert, Abendland, Wiseword.Nidaros, Замкова тінь, ZWYNTAR, Casa Ukrania, Le Plastique Mystification та інші.

## Деякі представники
- Death in June (Дуглас Пірс)
- Current 93
- Blood Axis
- Allerseelen
- Sol Invictus (Tony Wakeford)
- Sieben
- Tenhi
- Rome
- Sonne Hagal
- Of the Wand and the Moon
- Forseti
- Darkwood
- Der Blutharsch
- Ordo Rosarius Equilibrio
- Orplid
- Von Thronstahl
- Werkraum
- Анастасија
- Nekraїna
- Whisper of Runes
- Sturmpercht
- Heilung